# Церковь Святого Луки (Смитфилд)

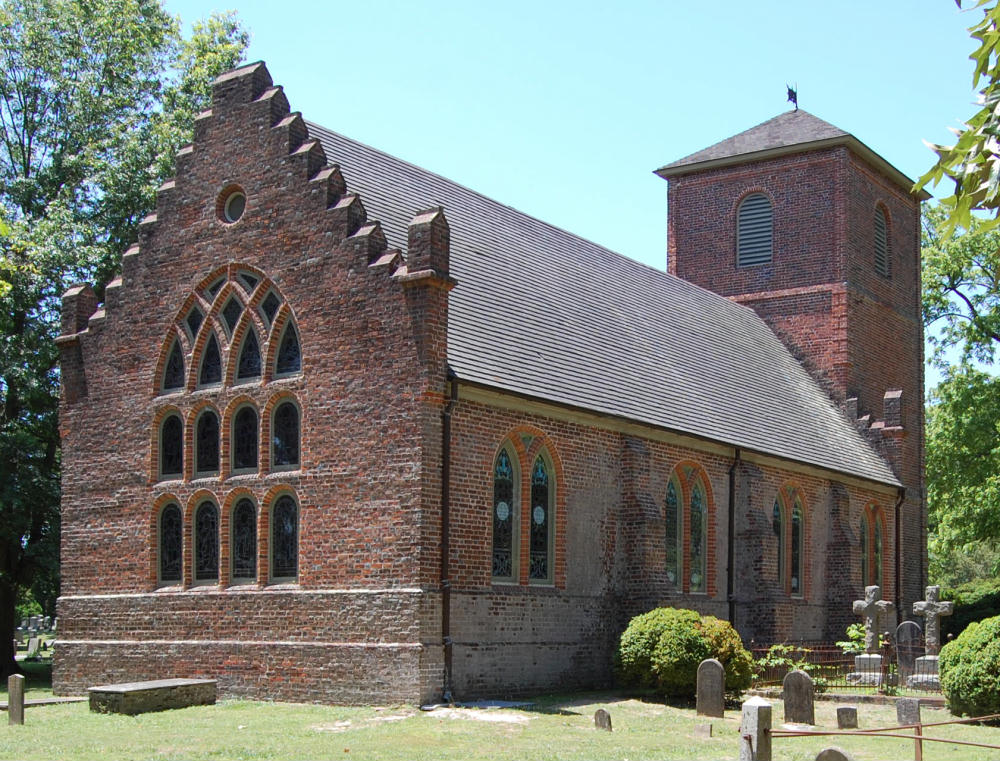
Западный фасад.

Церковь Святого Луки, также известная как Старая кирпичная церковь (англ. Saint Luke's Church/Old Brick Church) — церковь в городе Смитфилд (Виргиния).
Первые упоминания о храме относятся к 1632 году. Это — старейшее здание 13 штатов, также это старейшее сохранившееся здание США английского происхождения. Старше лишь жилища индейцев Пуэбло и строения некоторых испанских миссий. В 1680-х здание было достроено. Церковь построена из красного кирпича, имеет один зал размером 20 x 9 м. Кладка выполнена во фламандском стиле, толщина стен может достигать 90 см. Восточный фасад завершает башня. Большинство элементов церкви выполнено в стиле поздней готики. У церкви расположено старое кладбище.
Церковь и поныне считается действующей. В ней несколько раз в год проходят воскресные службы, а также венчания.
9 октября 1960 года церкви присвоен статус Национального исторического памятника США, а 15 октября 1966 года она включена в Национальный реестр исторических мест США.